# Ljudmila Turiščeva
Ljudmila Ivanovna Turiščeva (rus. Людми́ла Ива́новна Тури́щева; Grozni, 7. listopada 1952.) – Sovjetska i ukrajinska gimnastičarka, olimpijska, svjetska i europska prvakinja. Ima devet olimpijskih medalja, dvanaest medalja sa svjetskih prvenstava i četrnaest medalja s europskih prvenstava
Ljudmila Turiščeva počela se baviti gimnastikom 1965. godine u trinaestoj godini života. Godine 1967. ulazi u olimpijsku ekipu Sovjetskog Saveza. Predstavljala je svoju zemlju na Ljetnim olimpijskim igrama 1968. godine. Zajedno sa svojom ekipom odnijela je zlatnu medalju na svoj rođendan.
Dvije godine kasnije, Ljudmila postaje predvodnica sovjetske ekipe. Od 1970. do 1974. godine dominira na skoro svim velikim međunarodnim natjecanjima, osvajajući zlato kao i najbolji plasman na Svjetskom prvenstvu 1975. godine. Imala je klasični sovjetski stil: gracioznost, eleganciju, besprijekornu formu i izvanrednu tehniku.
Na Ljetnjim olimpijskim igrama 1972. godine u Münchenu, Ljudmila je osvojila dvije zlatne medalje ekipno. Kvalificirala se u sva četiri finala natjecanja, osvojila je srebro i broncu pojedinačno. 
Na Europskom prvenstvu 1975. godine osvojila je četvrto mjesto u svim kategorijama. Nakon ozljede u predjelu leđa radi kratku pauzu, ali se ubrzo vraća i natječe se na Ljetnjim igrama 1976. u Montrealu, gdje je sa svojom ekipom osvojila treće zlato.
Danas je među samo dvije gimnastičarke, koje su osvojile sva Grand slam natjecanja, Svjetsko prvenstvo, Svjetski kup i Europsko prvenstvo. Također je jedna od samo dvije gimnastičarke, koju su osvojile četiri zlatne medalje na jednom Svjetskom prvenstvu (1974.) godine.
Turiščeva se udala za sprintera Valerija Borzova, dvostrukog olimpijskog prvaka 1972. godine. Izabrana je u Tehnički komitet za žensku umjetničku gimnastiku Međunarodne federacije za gimnastiku (FIG) 1981. godine i ostala je uključena u gimnastiku kao trenerica, međunarodna sutkinja i djelatnica Ukrajinskoga gimnastičkoga saveza. Jedna od njenih zaštitnica bila je Lilija Podkopajeva iz Ukrajine, osvajačica zlatne medalje na Olimpijskim igrama 1996. godine.
Dobila je razne nagrade za svoju gimnastičku karijeru, uključujući trofej „Žene u sportu” od Međunarodnog olimpijskog odbora, a 1998. godine primijenjena je u Kuću slavnih međunarodne gimnastike.